# Districte de Spree-Neiße
El Districte de Spree-Neiße (en baix sòrab Wokrejs Sprjewja-Nysa) és un districte alemany (districte) en l'estat federal de Brandenburg (Alemanya). Limita al nord amb el districte d'Oder-Spree, a l'est la república de Polònia, al sud els districtes saxons de Niederschlesischer Oberlausitzkreis i Kamenz, a l'oest es troba el districte d'Oberspreewald-Lausitz i al nord-oest el districte de Dahme-Spreewald. El districte de Spree-Neiße es tanca a l'oest amb la ciutat independent (kreisfreie Stadt) de Cottbus.

## Demografia
| Any  | Població |
| ---- | -------- |
| 1990 | 157.358  |
| 1991 | 153.328  |
| 1992 | 150.820  |
| 1993 | 152.241  |
| 1994 | 152.982  |
| 1995 | 153.493  |
| 1996 | 154.856  |
| 1997 | 155.946  |

| Any  | Població |
| ---- | -------- |
| 1998 | 155.773  |
| 1999 | 155.247  |
| 2000 | 153.827  |
| 2001 | 151.100  |
| 2002 | 148.939  |
| 2003 | 141.256  |
| 2004 | 139.464  |
| 2005 | 136.896  |

| Any  | Població |
| ---- | -------- |
| 2006 | 135.017  |
| 2007 | 132.798  |
| 2008 | 130.626  |

## Composició del districte
En l'any 2004 es va fer una reforma del districte degut en part a la dissolució de Haidemühl, de tal forma que es va quedar des de l'1 de gener de 2006 amb 30 municipis (Gemeinden) i 7 ciutats. Tots els municipis són bilingües (alemany i baix sòrab), i els llocs es denominen oficialment en els dos idiomes.
| Städte ¹ ciutats lliures 1. Döbern ↔ Derbno ¹ (3.696) 2. Drebkau ↔ Drjowk (6.104) 3. Forst (Lusàcia) ↔ Baršć (21.304) 4. Guben ↔ Gubin (20.049) 5. Peitz ↔ Picnjo ¹ (4.792) 6. Spremberg ↔ Grodk (25.050) 7. Welzow ↔ Wjelcej (4.057) Municipis 1. Kolkwitz ↔ Gołkojce (9.773) 2. Neuhausen/Spree ↔ Kopanće/Sprjewja (5.386) 3. Schenkendöbern (4.139) | Ämter i municipis associats 1. Burg (Spreewald) ↔ Borkowy (Błota) (9.617) 1. Briesen ↔ Brjazyna (831) 2. Burg (Spreewald) ↔ Borkowy (Błota) (4.461) 3. Dissen-Striesow ↔ Dešno-Strjažow (1.042) 4. Guhrow ↔ Gory (578) 5. Schmogrow-Fehrow ↔ Smogorjow-Prjawoz (885) 6. Werben ↔ Wjerbno (1.812) 2. Döbern-Land ↔ Derbno-kraj (13.185) 1. Döbern ↔ Derbno, Stadt (3.696) 2. Felixsee ↔ Feliksowy jazor (2.249) 3. Groß Schacksdorf-Simmersdorf ↔ Tšěšojce-Žymjerojce (1.128) 4. Hornow-Wadelsdorf ↔ Lěšće-Zakrjejc (638}) 5. Jämlitz-Klein Düben ↔ Jemjelica-Źěwink (495) 6. Neiße-Malxetal ↔ Dolina Nysa-Małksa (1.800) 7. Tschernitz ↔ Cersk (1.486) 8. Wiesengrund ↔ Łukojce (1.593) 3. Peitz ↔ Picnjo (11.962) 1. Drachhausen ↔ Hochoza (855) 2. Drehnow ↔ Drjenow (587) 3. Heinersbrück ↔ Most (652) 4. Jänschwalde ↔ Janšojce (1.828) 5. Peitz ↔ Picnjo, Stadt (4.792) 6. Tauer ↔ Turjej (787) 7. Teichland ↔ Gatojce (1.228) 8. Turnow-Preilack ↔ Turnow-Pśiłuk (1.233) |

## Política

### Landrat
- des de 1994 - Dieter Friese (SPD).

### Kreistag
El Kreistag té 50 diputats:
Fracció CDU/SPB-L/Wählergemeinschaft VS
- CDU 12 escons
- SPB-L 1 escó
- Wählergemeinschaft VS 1 escó

Fracció SPD/Wählergemeinschaft Landwirtschaft und Umwelt/
- SPD 11 escons
- Wählergemeinschaft Landwirtschaft und Umwelt 1 escó

Fracció Die Linke
- Die Linke 11 escons

Fracció FDP
- FDP 5 escons

Fracció Freie Bürger
- GUB-SPN 1 escó
- WGTP 1 escó
- Klinger Runde 2 escons

Grup Mixt
- Bündnis 90/Die Grünen/VS 1 escó
- DSU 1 escó
- NPD 2 escons